# Peter Keevash
Peter Keevash (Brighton, 30 de novembro de 1978) é um matemático britânico, especialista em combinatória.
Recebeu o Prêmio Europeu de Combinatória de 2009. Recebeu o Prêmio Whitehead de 2015 da London Mathematical Society.

## Publicações selecionadas
- com T. Bohman: The early evolution of the H-free process, Inventiones Mathematicae 181 (2010), 291-336.
- com R. Mycroft: A geometric theory of hyper graph matching, Mem. AMS 233 (2014)
- The existence of designs, arxiv.org/abs/1401.3665